# 费镇 (奥恩省)
费村（法語：Fay，法語發音：[fɛ] ⓘ）是法国奥恩省的一个市镇，属于莫尔塔涅欧佩什区。

## 地理
费村（48°39'34"N, 0°24'30"E）面积8.68 平方千米，位于法国诺曼底大区奧恩省，该省份为法国西北部内陆省份，北起顺时针与卡爾瓦多斯省、厄尔省、厄尔-卢瓦省、萨尔特省、马耶讷省和芒什省接壤。
与费村接壤的市镇（或旧市镇、城区）包括：圣戈比日-圣科隆布、萨尔特河畔圣阿尼昂、费里耶尔拉韦尔里、马埃吕、普朗什。
费村的时区为UTC+01:00、UTC+02:00（夏令时）。

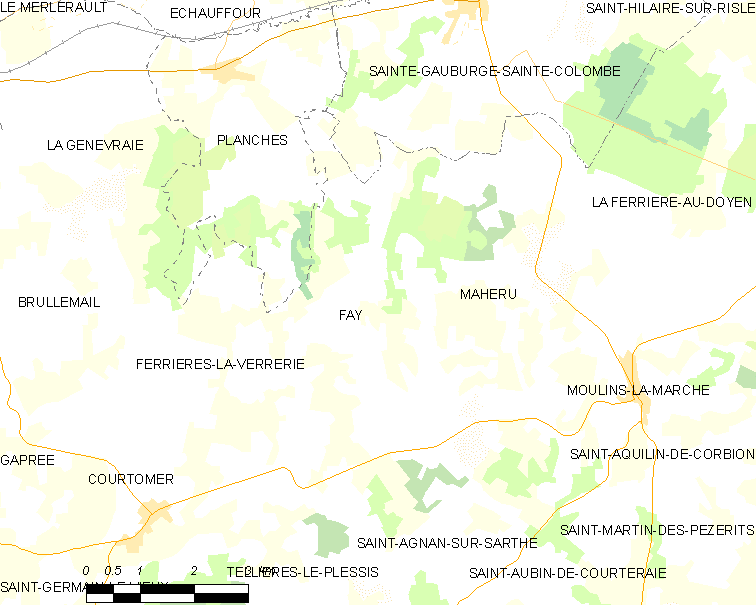
费村的OSM定位图

## 行政
费村的邮政编码为61390，INSEE市镇编码为61159。

## 政治
费村所属的省级选区为赖村县。

## 人口

1962-2008年间费村人口变化图示

费村于2022年1月1日时的人口数量为69人。